# Alden Richards
Richard Reyes Faulkerson Jr. (Santa Rosa, 2 de janeiro de 1992) é um ator e cantor filipino.

## Filmografia

### Telenovelas
- Alakdana (2011)
- Reel Love Presents: Tween Hearts (2011-2012)
- My Beloved (2012)
- One True Love (2012)
- Mundo Mo'y Akin (2013)
- Teen Gen (2013)
- Carmela (2014)
- Ilustrado (2014)
- Destined to Be Yours (2017)
- Victor Magtanggol (2018)
- The Gift (2019)
- The World Between Us (2021)

### Programa de variedades
- Eat Bulaga!

### Filmes
- Ang Panday 2 (2011)
- The Road (2011)
- Tween Academy: Class of 2012 (2011)
- Sossy Problems (2012)
- Si Agimat, Si Enteng at Ako (2013)
- My Bebe Love: #KiligPaMore (2015)
- Imagine You and Me (2016)
- Hello, Love, Goodbye (2019)

## Discografia

### Álbuns
- Alden Richards
- Wish I May

### Singles
- Haplos
- Wish I May
- Imagine You and Me (com Maine Mendoza)